# Paco Jiménez (baloncestista)
Francisco Jiménez Fernández, (nacido el 22 de abril de 1967 en Carmona, Sevilla) es un exjugador de baloncesto español. Con 1.98 de estatura, su puesto natural en la cancha era el de alero. Es el hermano del también profesional Andrés Jiménez. 

## Trayectoria
- Cantera Club Joventut de Badalona
- Club Joventut de Badalona (1985-1987)
- Club Bàsquet Llíria (1987-1988)
- Club Bàsquet Girona (1988-1990)
- Club Bàsquet Llíria (1990-1992)
- Valforsa (1992-1993)
- Bàsquet Manresa (1992-1993)
- C.B.Llíria Camp de Turia (1993-1994)
- Club Bàsquet Llíria (1994-1996)